# Église Saint-Pierre de Washington
L'église Saint-Pierre (St. Peter's Church on Capitol Hill) est un édifice religieux catholique sis à Washington dans le quartier de Capitol Hill. Dépendant de  l'archidiocèse de Washington elle est placée sous le vocable de saint Pierre. Fondée en 1820, son ancienneté en fait la deuxième paroisse catholique de la ville. Le premier édifice datait de 1889, mais il fut détruit dans un incendie en 1940. L'église fut immédiatement reconstruite dans le style néo-roman.
Sa proximité avec le Capitole des États-Unis la fait surnommer l'« église de la Chambre des Représentants » et elle est fréquentée par des membres du Congrès et des fonctionnaires.
Une autre église située de l'autre côté du Capitole est surnommée l'« église du Sénat », il s'agit de l'église Saint-Joseph.

## Historique
Le matin du 17 mars 1940, l'édifice construit en 1889 est détruit par un incendie causé par l'étincelle d'un chalumeau utilisé pour ôter la peinture des fenêtres de la claire-voie. Deux vicaires, les abbés Nelson et Sullivan, se précipitent pour enlever les saintes espèces du tabernacle. Des fidèles de l'église méthodiste voisine viennent à l'aide.
L'église commence à être reconstruite en juin 1940 et le culte y est rétabli le 13 avril 1941, dimanche de Pâques, la cérémonie étant célébrée par Mgr Curley, archevêque de Washington depuis juillet 1939. 
Depuis 2017, Gary Studniewski en est le curé.